# روا دآرچه
روا دآرچه (به ایتالیایی: Rocca d'Arce) یک کومونه در ایتالیا است که در استان فروزینونه واقع شده‌است. روا دآرچه ۱۱٫۸ کیلومتر مربع مساحت و ۹۵۷ نفر جمعیت دارد و ۵۰۷ متر بالاتر از سطح دریا واقع شده‌است.